# Journey Into Self
Journey Into Self è un documentario del 1969 diretto da Bill McGaw vincitore del premio Oscar al miglior documentario.